# كيرو غليغوروف
كيرو غليغوروف (بالمقدونية: Киро Глигоров) (و. 1917 – 2012 م) هو سياسي من جمهورية مقدونيا .
تولى منصب قائمة رؤساء مقدونيا (1991-01-27–1999-11-19) .

## التعليم
تعلم في كلية الحقوق بجامعة بلغراد.

## روابط خارجية
- كيرو غليغوروف على موقع مونزينجر (الألمانية)